# Pénélope Bagieu
Pénélope Bagieu (n. París, Francia, 22 de enero de 1982) es una dibujante y guionista de historietas francesa.

## Biografía
En 2006, Pénélope Bagieu se graduó en la Universidad de Arte y Diseño de Central Saint Martins, dónde estudió multimedia y animación.
En 2007, empezó su blog "Ma vie est tout à fait fascinante" (Mi vida es totalmente fascinante), dónde contaba su vida cotidiana.
En 2008, publicó su primer cómic, "Josefina" cuyo personaje principal fue creado para la revista Femina.
En 2013, fue nombrada caballero de las Artes y las Letras por la ministra francesa de Cultura y comunicación, Aurélie Filippetti.
En 2016 publicó el cómic "Les Culottées", una serie de 30 breves biografías de mujeres en dos volúmenes, calificada de feminista por la crítica. Antes de ser publicado el primer volumen, la serie fue inicialmente publicada en el blog del mismo nombre del periódico francés Le Monde, después de que Bagieu se contactara con el periódico. "Les Culottées" fue traducido al español con el nombre “Valerosas” (en 2017 para el primer volumen y en 2019 para el segundo).
En 2017, trabajó en la adaptación de su obra "Valerosas" para la televisión francesa, como producción animada. Esta serie animada no se emitiría antes del 2020 en el canal francés France 5.
En 2018, recibió el Premio Harvey del Mejor Cómic Europeo para California Dreaming' (no traducido).;
En 2019, recibió el Premio Eisner de la Mejor Edición Estadounidense de Material Extranjero para Valerosas - Mujeres que hacen solo lo que ellas quieren.
En enero de 2020 fue publicado en francés el cómic "Sacrées Sorcières", adaptación de la novela Las Brujas de Roald Dahl.

## Obras traducidas
- Mi vida es lo más: Antes muertas que sencillas, Océano, 2008
- Josefina, antes muerta que sencilla, Océano, 2010, (traducción: Mitxel G. Mohn)
- ¡Resistiré!: Trucos para sobrevivir, Océano, 2010
- Cuaderno de Ejercicios Eróticos: Solo para adultos, Océano, 2010 (con Frédéric Ploton)
- Cadáver exquisito, Norma Editorial, 2011
- Cuaderno de ejercicios para padres al borde de un ataque de nervios, Océano, 2010 (con Frédéric Ploton)
- Valerosas 1 - Mujeres que hacen solo lo que ellas quieren, Dibbuks, octubre de 2017 (traducción: Fernando Ballesteros Vega)
- Valerosas 2 - Mujeres que hacen solo lo que ellas quieren, Malpaso Editorial, octubre de 2019 (traducción: Fernando Ballesteros Vega)

## Premios
- 2011: Premio SCNF del Festival de Angoulême en 2011[2]
- 2013: Chevalier des Arts et des Lettres (caballero de las Artes y de las Letras)[2]
- 2018: Premio Harvey del Mejor Cómic Europeo para California Dreaming' (no traducido)[10]
- 2019: Premio Eisner de la Mejor Edición Estadounidense de Material Extranjero para Valerosas - Mujeres que hacen solo lo que ellas quieren[11]